# 华桥站
华桥站位于福建省南平市光泽县华桥乡，建于1956年。距鹰潭站98公里，距厦门站596公里。现为四等站。客运办理旅客乘降、行李包裹托运，货运办理整车货物发到。